# Řeholnice

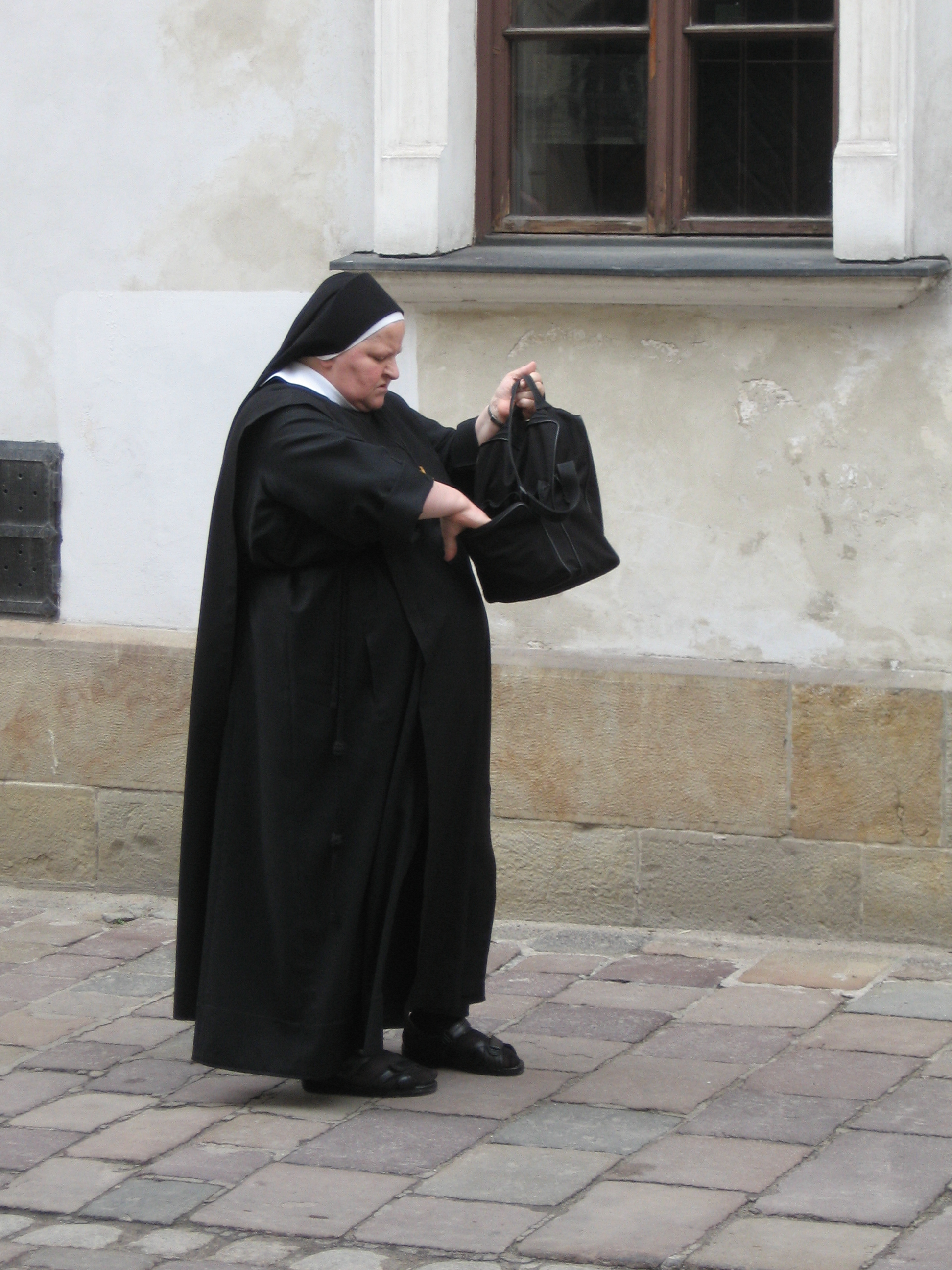
Římskokatolická řádová sestra v Krakově

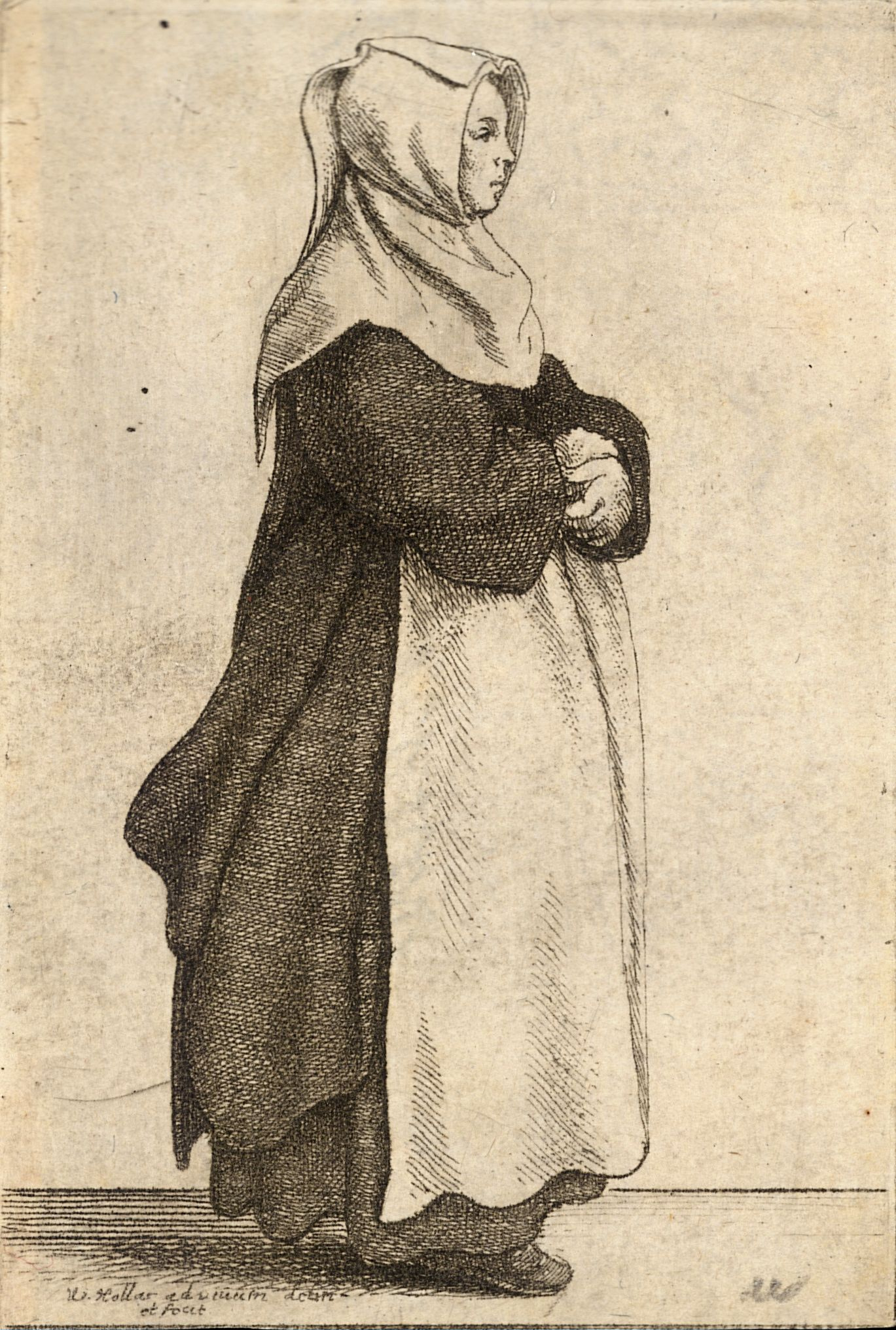
Václav Hollar: Řeholnice

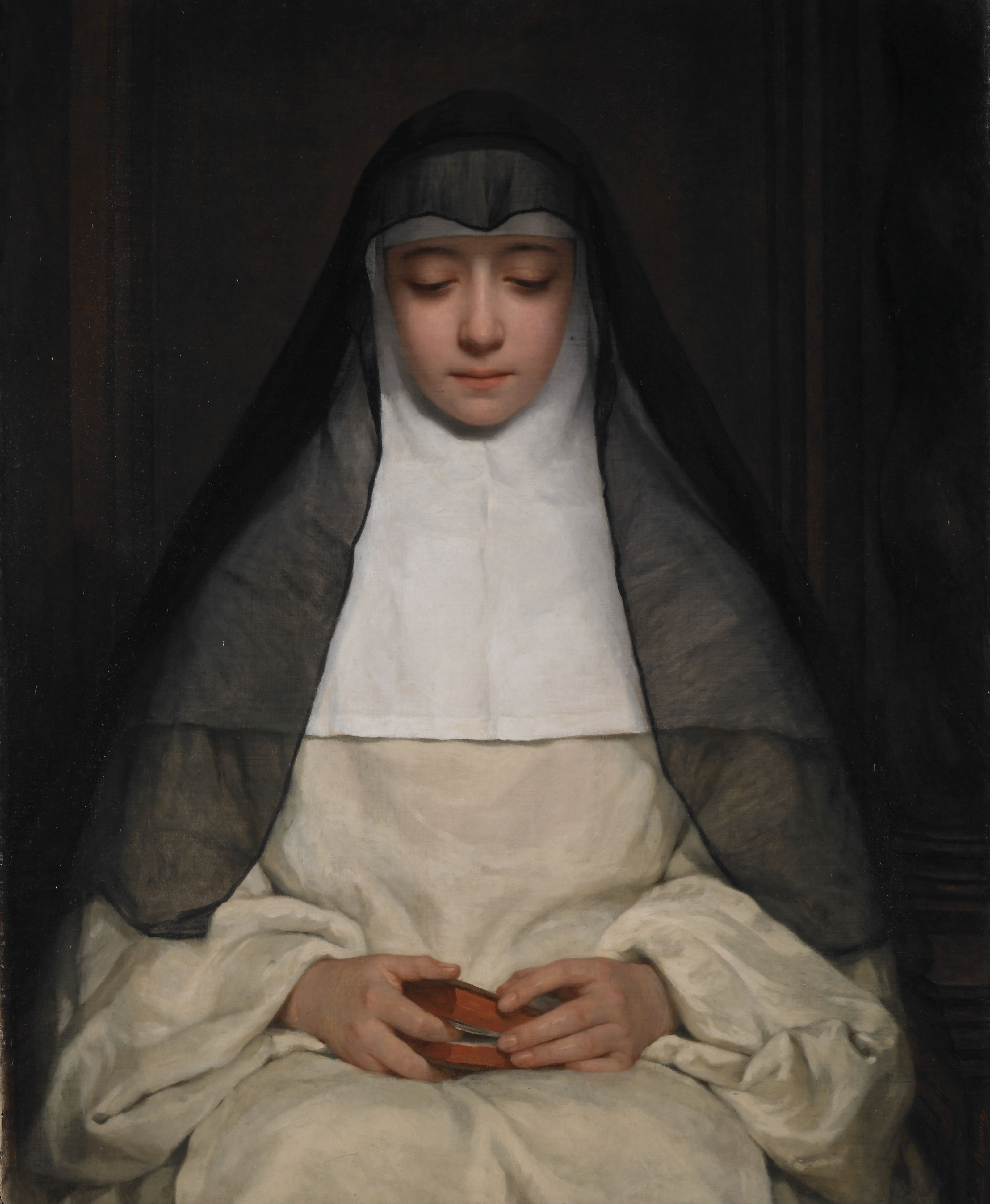
La Religieuse (Henriette Browne, 1859)

Řeholnice je členka ženského církevního řádu, kongregace, či institutu zasvěceného života, která se řídí předepsanými pravidly pro řeholní rodinu, řeholí (z latinského regula – pravidlo), a stanovami, a která se k tomu zavázala slavnými, či věčnými řeholními sliby. Významově podobná slova mniška a jeptiška označují členku některých řádů či obecněji ženský protějšek mnicha. Pojmem novicka se označuje žena, která ještě nesložila řeholní sliby a na plnoprávné členství v řádu se připravuje. Ovšem už nosí hábit a má řeholní jméno. Řeholnice se obvykle oslovují jako „sestra“, neboť díky slibu čistoty se stává sestrou všech lidí. Ženské řeholní společenství vede matka představená či – v benediktinských řádech abatyše.

## Křesťanské řeholnice
Křesťanské řeholnice existují zejména v církvi římskokatolické a pravoslavné, nicméně existují i u některých protestantských denominací, např. u luteránů či anglikánů. Stejně jako mužští mniši se řeholnice mají řídit evangelními radami chudoby, čistoty, a poslušnosti, k nimž se zavazují řeholními sliby, a dodržovat řeholi, pravidla svého řádu. Zpravidla oblékají řeholní roucho typické pro daný řád či kongregaci. Oděv, který křesťanské řeholnice nosí na znamení zasvěcení a jako svědectví o chudobě, se tradičně nazýval hábit (z latinského habitus), v současné době se používají spíše slova řeholní oděv nebo řeholní šat.
Řeholnice nejčastěji konají charitativní činnost v nemocnicích, ozdravovnách, sirotčincích, v ústavech pro tělesně a duševně postižené nebo učí a vychovávají dětí ve školách a jiných zařízeních. Všechny řeholnice se kromě toho věnují modlitbě a kontemplaci, pro příslušnice kontemplativních řádů je to hlavní náplň činnosti.

## V jiných náboženstvích
Ženy, žijící v jiných náboženstvích (buddhismus, taoismus) podobným způsobem života jako křesťanské řeholnice, se zpravidla označují jako mnišky, někdy se však podle křesťanských vzorů označují i jako jeptišky či řeholnice. Mniška je ženská forma slova mnich (ze starohornoněmeckého munih, původně přes latinské monicus, monachus z řečtiny monachós = poustevník, jediný, samotný). Různé tradice se liší i stupněm důstojnosti a oprávnění, jež ženám poskytují – například v Thajsku nepožívají ženské příslušnice klášterů stejných práv jako mužští mniši, kdežto v Japonsku jsou považovány za plně rovnoprávné.

## Slavné řeholnice
- Hildegarda z Bingenu (1098–1179)

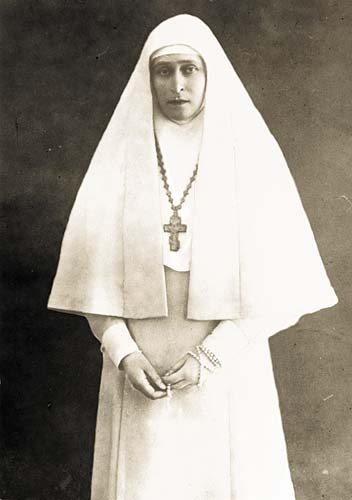
Svatá Alžběta Ruská

- Sv. Alžběta Durynská (též Alžběta Uherská; 1207–1231)
- Sv. Anežka Česká (1211–1282)
- Sv. Brigita Švédská (1303–1373)
- Sv. Kateřina Sienská (1347–1380)
- Sv. Terezie od Ježíše (Terezie z Avily, 1515–1582))
- Mary Wardová (1585–1645)
- ctihodná Terezie od svatého Augustina (Luisa Marie Francouzská, 1737 – 1787)
- Sv. Alžběta Ruská (1864–1918)
- Sv. Terezie z Lisieux (od Dítěte Ježíše, 1873–1897)
- Sv. Terezie Benedikta od Kříže (Edith Stein, 1891–1942)
- Sv. Matka Tereza (1910–1987)
- bl. Zdenka Cecília Schelingová (1916–1955)
- Anna Magdalena Schwarzová (1921–2017)
- Dorothy Stang (1931–2005)
- Jeanine Deckersová (1933–1985)
- Cristina Scuccia (* 1988)